# Mariano Hugo von Windisch-Graetz
Knez Mariano Hugo von Windisch-Graetz (italijansko Mariano Ugo, Principe di Windisch-Graetz, nemško Mariano Hugo Fürst zu Windisch-Graetz) je glava avstrijske oz. italijanske veje rodbine Windischgraetz in je sedanji veleposlanik Suverenega malteškega viteškega reda v Republiki Sloveniji, * 27. julij 1955, Trst.

## Življenjepis
Njegova ekscelenca knez Mariano Hugo von Windisch-Graetz se je rodil v Trstu, kot najstarejši sin kneza Maximiliana Antona von Windisch-Graetz in princese Marije Luise Serra di Gerace-Carafa d'Andria. Njegova mati je bila hči princa Gian Battista Serra di Gerace in princese Marije Grazie Carafa d'Andria.
Princ Mariano Hugo se je šolal v Rimu, na šoli bratov De La Salle, nato pa študiral na univerzi v Buckinghamu  (University College of Buckingham), kjer je v letih 1975 in 1977 diplomiral iz filozofije, ekonomije in političnih ved. Po očetovi  smrti leta 1976 je postal glava rodbine.
Enajstega februarja 1990 se je v Salzburgu poročil z nadvojvodinjo Sofijo Avstrijsko,  hčerko nadvojvode Ferdinanda in grofice Helene zu Toerring-Jettenbach (hčerke grško-danske princese Elizabete in nečakinje jugoslovanske princese Olge). Knez Windisch-Graetz z družino danes živi v Italiji,  v Rimu in v palači v Sant'Angelo d'Alife, vendar pa je zaradi svojih diplomatskih obveznosti pogosto v tujini.
Paru so se rodili trije otroci: dva sinova, Maximilian Hugo in Alexis Ferdinand (leta 2010 se je smrtno ponesrečil v prometni nesreči) ter hčerka Larissa Maria.

## Diplomatska kariera
Leta 2003 je bil knez Windisch-Graetz akreditiran za veleposlanika Suverenega malteškega viteškega reda na Slovaškem, imenovanje je bilo podaljšano leta 2006; naloge tamkajšnjega veleposlanika je opravljal do leta 2009. Marca 2009 je bil imenovan in akreditiran za veleposlanika Suverenega malteškega viteškega reda v Sloveniji.

## Poslovne, humanitarne in diplomatske aktivnosti
Poslovne aktivnosti kneza Mariana Huga vključujejo vlaganja v živilsko industrijo, predvsem proizvodnjo slaščic in mozzarelle ter financiranja raznih oblik podjetništva. V začetku devetdesetih let je bil knez največji delničar italijanske banke Banco di Napoli, ustanoviteljice in lastnice pivovarske skupine Prinz Bräu-Wofsbräu, ter delničar holdinga Sogesco. 
Od leta 1984 je knez Windisch-Graetz član številnih komisij in formacij znotraj katoliške Cerkve. Dne 19. decembra 1987 pa ga je papež Janez Pavel II. imenoval za enega izmed »Gospodov Njegove Svetosti« (Gentiluomo di Sua Santità) , katerih častna naloga je spremstvo pomembnih osebnosti, državnikov in ambasadorjev med uradnim obiskom papeža.
Februarja 2009 je kardinal Renato Raffaele Martino kneza imenoval za svetovalca Fundacije sv. Mateja, Windisch-Graetz pa je tudi svetovalec vatikanske fundacije Centro Internazionale Famiglia di Nazareth in generalni svetovalec izvršnega odbora reda sv. Petra (Ordine San Pietro).
Leta 1992 je knez Mariano Hugo Windisch-Graetz po diplomatski poti prispeval k mednarodnemu priznanju Slovenije in k vzpostavitvi mednarodnih stikov novonastale države. Julija 1995 je organiziral vrh za normalizacijo odnosov med Italijo in Slovenijo, med italijanskim zunanjim ministrom in predsednikom vlade Republike Slovenije, kar je privedlo k podpisu bilateralnega sporazuma leta 1996 v Rimu. Leta 1997 je ustanovil fundacijo Windisch-Graetz za pomoč rimskokatoliški cerkvi in na humanitarnem področju. Ustanovil je tudi fond za financiranje pomoči in zdravljenja invalidnih otrok med vojno na območjih nekdanje Jugoslavije.

## Odlikovanja
Vitez reda zlatega runa (1990)
 Vitez vrhovnega reda presvetega oznanjenja (2006) 
 Vitez častnega velikega križa suverenega malteškega viteškega reda (1984)
 Vitez velikega križa suverenega malteškega viteškega reda (1993)
 Vitez velikega križa reda sv. Mavricija in Lazarja (2006) 
 Vitez velikega križa viteškega reda Božjega groba v Jeruzalemu (1987) 
 Vitez velikega križa pravičnosti vojaškega reda sv. Konstantina iz San Giorgia (2001) 
 Vitez velikega križa naše premile Gospe in Brezmadežnega spočetja iz Vile Vicosa (2009)
Komtur reda sv. Mihaela (2008)
 Vitez reda Quissam Alaouite (1997)
 Veliki poveljnik reda kneza Danila I. (Črna gora) (1993)
 Poveljniški križ reda za zasluge Republike Madžarske (2015)
 Vitez velikega križa reda romunske zvezde (2015)